# Handbuck Eyot
Handbuck Eyot est une petite île de la Tamise en Angleterre.

## Description
Il s'agit d'une île fluviale, inhabitée et recouverte d'arbres, située à environ trois kilomètres au sud-sud-est d'Henley-on-Thames, dans l'Oxfordshire.
L'île n'est accessible que par bateau.